# Tala megye
Tala egy megye Argentínában, Entre Ríos tartományban. A megye székhelye Rosario del Tala.

## Települések
Önkormányzatok és települések (Municipios)
- - Maciá
  - Rosario del Tala
  - Gobernador Mansilla

Vidéki központok ( centros rurales de población)
- - Gobernador Sola
  - Durazno
  - Altamirano Sur
  - Arroyo Clé
  - Gobernador Echagüe
  - Guardamonte
  - Las Guachas
  - Sauce Sur
  - La Ollita